# Gijs Zwaan
Gijs Zwaan (Rotterdam, 14 september 1959) is een voormalig Nederlands profvoetballer en huidig voetbaltrainer. Hij stond als voetballer onder contract bij SBV Excelsior en speelde hier drie seizoenen. Zijn laatst getrainde club was SteDoCo, in seizoen 2019/20 uitkomend in de Derde divisie op zaterdag. In juli 2020 volgde Zwaan Stanley Rieborn op als hoofdtrainer bij VV Brielle, in seizoen 2020/21 uitkomend in de Eerste klasse op zaterdag.

## Statistieken
| Seizoen | Club          | Land      | Competitie     | Wed. | Goals |
| ------- | ------------- | --------- | -------------- | ---- | ----- |
| 1980/81 | SBV Excelsior | Nederland | Eredivisie     | 15   | 1     |
| 1981/82 | SBV Excelsior | Nederland | Eerste divisie | -    | -     |
| 1982/83 | SBV Excelsior | Nederland | Eredivisie     | 11   | 0     |
| Totaal  | Totaal        | Totaal    | Totaal         | 26   | 1     |